# روزس
إليزابيت مينسيل (Elizabeth mencel) و تعرف أكثر باسم شهرتها روزس (Roses) موسيقية أمريكية ومغنية وكاتب أغاني من فيلادلفيا، بنسيلفانيا ولدت في 14 أبربل 1993.أكثر ماتعرف به هي الأغنية التي حملت إسمها سنة 2015 «روزس» (بالإنجليزية: rozes)‏ رفقة ثنائي الدي جي الأمريكي «ذا شينسموكرز» (بالإنجليزية: the chainsmokers)‏. إحتلت الأغنية المركز الخامس في الولايات المتحدة الأمريكية في تصنيف بيلبورد هوت 100 ، ومراتب متقدمة في عدد كبير من دول العالم.

## نشأتها
ولدت إليزابيث في بنسيلفانيا في الولايات المتحدة وأبدت ولاعا بالموسيقى منذ الصغر، فبدأت بتعلم العزف علي البيانو بعمر الستة سنوات. تبعتها بالتعلم علي كل من ألة السكسوفون والغيتار والكمنجة.
أول تجربة علنية مع الموسيقى كانت في المدرسة الثانوية (بالإنجليزية: North Penn High School)‏. نالت «روزس» شهادتها الجامعية من (بالإنجليزية: Montgomery county community college)‏. تحولت إثر ذلك إلي جامعة تمبل في موطنها فيلاديلفيا.و لكنها إرتئت التخلي عن مشوارها الدراسي مقابل التفرغ للمسيرة الفنية بدوام كامل.

## وصلات خارجية
- روزس على موقع ميوزك برينز (الإنجليزية)
- روزس على موقع ديسكوغز (الإنجليزية)

- الموقع الرسمي
- . على يوتيوب
- ROZES على ساوند كلاود